# جورامي متوهج
جورامي متوهج (الاسم العلمي:Luciocephalus aura) هو نوع من الأسماك يتبع جنس جورامي رمحي الرأس من الفصيلة الجورامية.